# Nederlandsche Plantenboterfabriek
De Nederlandsche Plantenboter Fabriek (NPF) was een margarinefabriek te Amsterdam, gelegen aan de Distelweg, op het terrein Westhaven te Amsterdam-Noord. Het was tijdens zijn korte bestaan, van 1913 tot 1926, een van de grotere margarinefabrieken in Nederland.
Het bedrijf startte in 1913. Al eerder was geprobeerd om de plantaardige kopra- ofwel kokosolie te gebruiken voor de bereiding van margarine. De in 1888 te Amsterdam opgerichte Nederlandsche Plantenboter Maatschappij was echter geen succes: naast technische problemen bleek ook het eindproduct niet in de smaak te vallen. De drijvende kracht achter het hernieuwde initiatief was Cornelis George Vattier Kraane, die een aantal  bankinstellingen voor de oprichting wist te interesseren. Met name banken als de Nederlandsche Handel-Maatschappij, Van Eeghen & Co. en bedrijven betrokken bij Indische cultures als de firma G. de Vries & Zonen waren geïnteresseerd. Het was dan ook de opzet om tropische plantaardige vetten, met name kopra, te verwerken. Er kwam een modern bedrijfsgebouw, grotendeels in gewapend beton (architect: G. van Arkel), tot stand. De belangrijkste producten waren de zogenoemde Klappa-boter en het BUK-vet.

## Overname en sluiting
Het bedrijf beschikte over een eigen raffinaderij voor plantaardige oliën. Al kort na de opening kwam het bedrijf in de problemen als gevolg van de zeer beperkte invoer van de grondstof onder invloed van de Eerste Wereldoorlog. Het werd dan ook reeds in 1915 overgenomen door Anton Jurgens' Margarinefabrieken. De raffinaderij-activiteiten werden overgeplaatst naar een bedrijf van Jurgens te Zwijndrecht. De fabriek werd voortgezet onder de naam Maatschappij tot Exploitatie van de Nederlandsche Plantenboter Fabriek en uiteindelijk werd ook de rest van de productie geconcentreerd in de hoofdvestiging van Jurgens te Oss, in 1926. De bedrijfsgebouwen werden deels overgenomen door de blikfabriek Woud en Electro Zuurstoffabriek. De fabriek stond bekend om zijn slechte arbeidsomstandigheden.